# جرج آبل
 جرج اوگدن آبل (انگلیسی: George Ogden Abell؛ زاده ۱ مارس ۱۹۲۷ - درگذشته ۷ اکتبر ۱۹۸۳) یک ستاره‌شناس اهل ایالات متحده آمریکا بود.